# Osires Teixeira
Osires Teixeira (Santa Cruz de Goiás, 28 de janeiro de 1931 — 9 de outubro de 1989) foi um advogado e político brasileiro.
Por Goiás foi deputado estadual (1963–1967), governador interino de 20 de maio a 3 de julho de 1968 e senador entre 1971 e 1979. Foi filiado ao Partido Social Democrático e Aliança Renovadora Nacional, tendo sido ainda, 29° grão-mestre do Grande Oriente do Brasil.